# Melisa Döngel
Melisa Döngel (* 18. September 1999 in Istanbul) ist eine türkische Schauspielerin und Model. Bekannt wurde Döngel in der Serie Bizim Hikaye.

## Leben und Karriere
Melisa Döngel, Tochter eines türkischen Vaters und einer russischen Mutter. Sie wurde am 18. September 1999 in Istanbul geboren. Döngel absolvierte ihre Ausbildung an der Osman Yağmurdereli Art Academy. 2014 startete sie ihre Schauspielkarriere in der Serie Elif. 2016 spielte Döngel in den Serien Hangimiz Sevmedik und Arka Sokaklar. Danach spielte 2018 in der Fernsehserie Bizim Hikaye. Anschließend trat sie in der Serie Sen Çal Kapımı auf. Aufgrund eines Darmproblems konnte Döngel in der Serie Sen Çal Kapımı für einige Folgen nicht mitspielen.

## Privates
Melisa Döngel hat eine Beziehung mit dem Geschäftsmann Deniz Şahin.

## Filmografie

### Filme
- 2023: Prestij Meselesi
- 2023: Love Tactics 2 (Ask Taktikleri 2)
- 2024: Cem Karaca'nin Gözyaslari
- 2024: Simarik

### Fernsehserien
- 2016: Arka Sokaklar
- 2016: Hangimiz Sevmedik
- 2017–2018: Elif
- 2018–2019: Bizim Hikaye
- 2019: Aşk Ağlatır
- 2020–2021: Sen Çal Kapımı
- 2021: Sadakatsiz
- 2021–2022: Aşk Mantık İntikam
- 2022: Kusuruz Kiracı
- 2022: Between the World and Us (Dünyayla Benim Aramda)
- 2022–2023: Barbaros Hayreddiin: Sultanin Fermani
- 2023–2024: Kirli Sepeti
- 2024: Sorgu
- 2024: Holding